# 法政大学大学院経済学研究科・経済学部

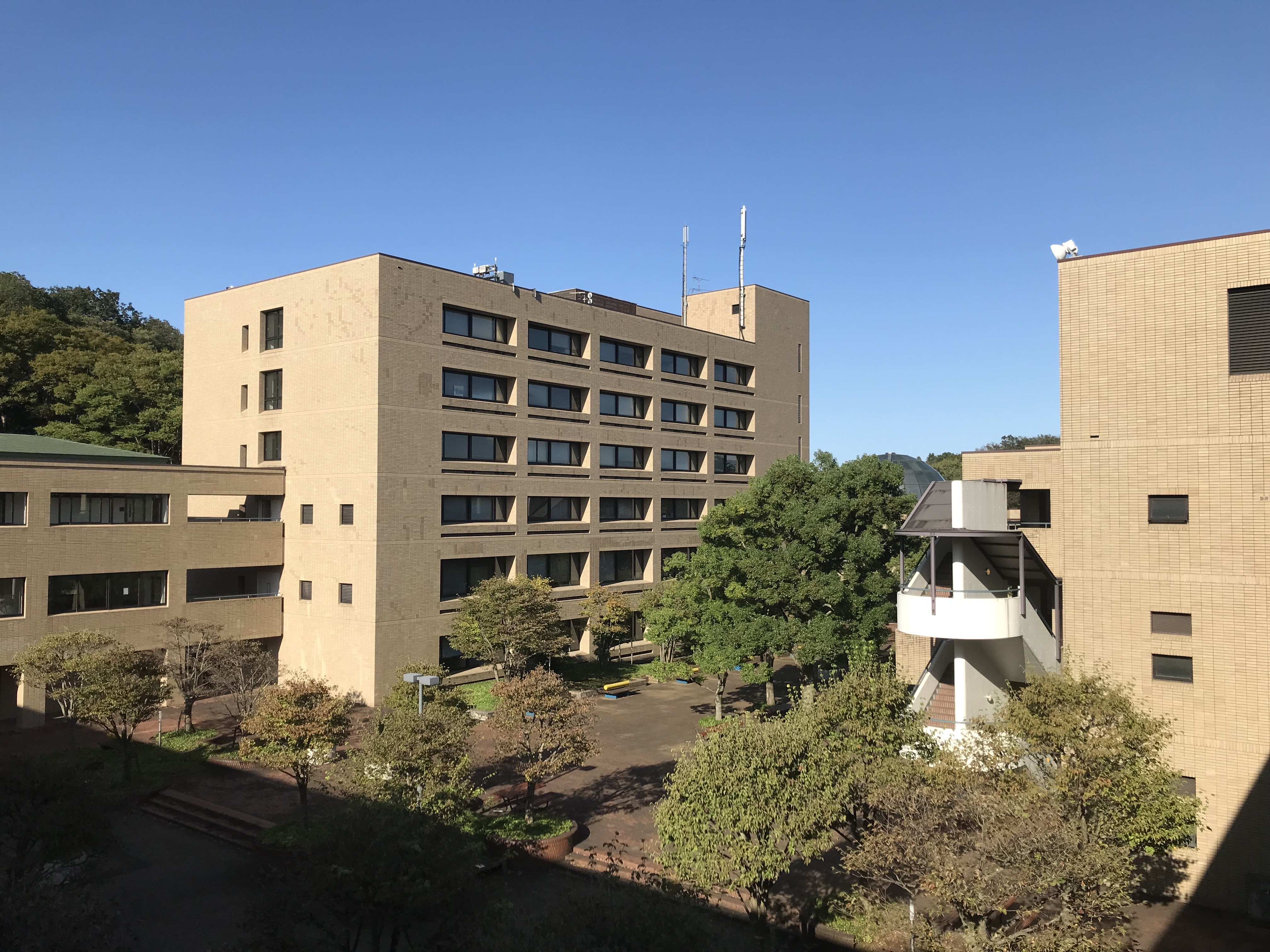
法政大学多摩キャンパス経済学部棟

法政大学経済学部（ほうせいだいがくけいざいがくぶ、英：Faculty of Economics, Hosei University）は、法政大学が設置する経済学部。
法政大学大学院経済学研究科（ほうせいだいがくだいがくいんけいざいがくけんきゅうか）は、法政大学が設置する大学院経済学研究科。

## 概要
法政大学経済学部は大学令による1920年の法政大学への昇格の際に、法政大学法学部と同時期に設立された。日本国内の大学においては、東京大学・京都大学・慶應義塾大学に次いで4番目に設置、私立大学のなかでは2番目に設置された経済学部である。
戦後の新体制を確立するにあたって経済学部ではまず、教授会自治の強化や、第二部設置の構想が浮上した。通信教育部に関しては1947年時点で法学部法律学科のみの設置となっていたが、翌年の1948年に経済学部経済学科と商業学科の通信教育部設置が実現した。第二部（夜間学部）についても1949年に設立に至った。こうした様々な組織編成や改革を経て経済学部は充実さを増していったことで、学部の紀要であり当初まで刊行を停止していた『経済志林』の復刊を求める声が上がり、同年10月に法政大学創立70周年を記念し、復刊第一号が発行された。また大学教育の質を向上させるべく、商業学科を分離、独立させる方針が打ち出され、1959年に経営学部が新設された。
法政大学経済学部は社会学部、現代福祉学部、スポーツ健康学部と同様に法政大学多摩キャンパスに本部が置かれている。キャンパス内には18号館まで校舎が存在しているが、そのうち経済学部棟は8号館（経済学部A棟）、9号館（経済学部B棟）、10号館（経済学部C棟）となっている。
法政大学経済学部の理念は経済の法則を解明し、さらに、公平や自由などの価値観を重視しながら、効率や厚生を高める方策を探求することである。近年、技術進歩やグローバル化の進展とともに、多種多様な文化や歴史を背景に、経済活動も複雑化し、次々と新しい問題が生まれており、経済学部の理念や価値の重要性は高まっている。
現在、経済学部は経済学科、国際経済学科、現代ビジネス学科の3つの学科を抱えている（通信教育部については経済学科と商業学科の2学科体制）。以下にそれぞれの特色を記載する。
経済学科は「金利引き下げ」、「円高・円安」などの経済学の基礎的知識から、「少子高齢化」、「社会保障」といった社会問題に至るまで幅広く学び、論理的思考力によって諸々の問題解決のための策を導出することができる人材の育成を目指している。
国際経済学科は現在進行形で変動し続ける世界経済を分析し、問題やその原因を究明していくために、共通言語たる英語と経済をグローバルな視座から捉えるための、知識習得及び国際社会に貢献できる人材育成を目的としている。
現代ビジネス学科は現代の企業構造や産業構造を経済学の視点から、分析していく学科であり、労働経済、環境経済などの経済学の理論を企業経営や経営分析・会計制度といった科目とリンクさせて学習することで、ビジネスを創造するにあたり即戦力となる人材を育成することを目的としている。
また、ゼミナール対抗によるプレゼンテーション大会やディベート大会も毎年開催され、審査員に卒業生である経済学部同窓会（法政経友会）の役員・会員が加わり、開会・閉会の挨拶に経済学部学生会の役員が務めるなど、経済学部を構成する各会の連携や結束力の高さも特徴的である。

## 沿革
- 1920年（大正9年） - 大学令により大学へと昇格、同時に経済学部、法学部設置
- 1948年（昭和23年） - 経済学部経済学科及び商業学科の通信教育設置
- 1949年（昭和24年） - 経済学部を再編するとともに第二部を設置[13]
- 1951年（昭和26年） - 法政大学大学院社会科学研究科経済学専攻修士課程開設
- 1952年（昭和27年） - 社会学部設置
- 1955年（昭和30年） - 法政大学大学院社会科学研究科経済学専攻博士課程開設
- 1959年（昭和34年） - 商業学科が経営学部として独立　※通信教育部の商業学科は存続
- 1984年（昭和59年） - 多摩キャンパスへ移転[13]
- 1992年  (平成4年) 　- 経済学部同窓会設立
- 1993年（平成5年） - 経済学部同窓会、森嘉兵衛賞設置
- 1999年（平成11年） - 「国際経済学科」の設置が文科省により認可[13]
- 2001年（平成13年） - 国際経済学科開設
- 2003年（平成15年） - この年度の入学生を以って、経済学部第二部（夜間部）の入学募集停止
- 2004年（平成16年） - 大学院社会科学研究科経済学専攻を大学院経済学研究科へ改編
- 2005年（平成17年） - 現代ビジネス学科開設
- 2011年（平成23年） - 3月卒業生を以って、経済学部第二部が廃止
- 2017年（平成29年） - 経済学研究科経済学専攻に1年制修士課程を開設

## 学部・学科

### 経済学部
- 経済学科[14]
- 国際経済学科[15]
- 現代ビジネス学科[16]

通信教育部　経済学部
- 経済学科
- 商業学科

## 大学院
経済学研究科
- 経済学専攻（修士課程、博士後期課程）[17]
  - 修士 (M.A.) プログラム
  - 博士5年 (Ph.D.) Ψプログラム

## 学部長
- 竹口圭輔（2023年度～）

## 関連施設
- 経済学部棟
- 比較経済研究所[18]

## 交通アクセス
〒194-0298 東京都町田市相原町4342
- 【JR線】 JR横浜線：相原駅から神奈川中央交通で約13分
- 【JR線】  JR中央線：西八王子駅から京王電鉄バス、京王バスで約22分
- 【京王線】 京王高尾線：めじろ台駅から京王電鉄バス、京王バスで約10分

## 著名な出身者

### 政界
- 穴見陽一 - （衆議院議員、元ジョイフル代表取締役社長）
- 川崎秀人 - （衆議院議員）
- 太田豊秋 - （参議院議員、自由民主党）
- 矢野康 -（元北海道函館市長)
- 甘竹勝郎 -（元岩手県大船渡市長)
- 稲葉本治 -（茨城県下妻市長)
- 安楽岡一雄 -（群馬県館林市長)
- 太田洋 -（千葉県いすみ市長)
- 高橋國雄 -（元千葉県市川市長)
- 内山榮一 -（元東京都台東区長)
- 川原幸男 -（元東京都港区長)
- 川島理史 -（東京都大島町長)
- 寺田和雄 -（元東京都町田市長)
- 保立旻 -（元東京都小金井市長)
- 保谷高範 -（元東京都西東京市長)
- 古谷義幸 -（元神奈川県秦野市長)
- 若林忠一 - （元長野県更埴市長、長野県議会議員)
- 高野宗雄 -（元富山県魚津市長)
- 油野和一郎 -（石川県かほく市長)
- 武元文平 -（元石川県七尾市長)
- 松島世佳 - （元長崎県南島原市長)
- 三浦道雄 - （元青森県議会議長、南部鉄道元社長)
- 永井浩介 - （神奈川県海老名市議会議員、元俳優)

### 経済界
- 伊東忠昭 - （福井銀行元会長、福井商工会議所会頭)
- 伊藤達男 - (日本相互証券 元会長、日興コーディアル証券元副社長)
- 氏平競重 - （尼崎信用金庫元理事長、元尼崎商工会議所会頭)
- 川喜田壮太郎 - （百五銀行元頭取・会長)
- 後藤康男 - （安田火災海上保険元会長、本学名誉博士)
- 小島信夫 - （京葉銀行元会長)
- 小林辰興 - (栃木銀行会長、栃木県経済同友会筆頭代表理事)
- 酒巻英雄 - （野村證券元社長)
- 田邉光雄 - （信金中央金庫元理事長)
- 長沢正夫 - （野村證券投資信託委託元会長・野村證券専務)
- 野澤正平 - （山一證券最後の社長、元日産センチュリー証券(現・日産証券)社長)　※法政大学経済学部同窓会元会長
- 前川輝之 - (クレディセゾン元会長)
- 山﨑泰明 - (いちよし証券取締役兼代表執行役社長)
- 岩部金吾 - （文化シヤッター会長）※法政大学経済学部同窓会元会長
- 宗国旨英 - （本田技研工業元会長・特別顧問、日本自動車工業会元会長、本学名誉博士）
- 大塚芳満 - （大塚製薬元会長、創業者大塚武三郎の次男）
- 永谷博 - （永谷園元会長）
- 三嶋栄 - （王子製紙元会長）
- 三浦善功 - (明星食品社長、日清食品元会長）
- 白髪良一 - （日本清酒会長）
- 新井欣弥 -（鹿島建設元副社長、鹿島出版会元社長）
- 壁谷泰雄 -（東海運元社長）
- 村田紀敏 - （セブン&アイ・ホールディングス前社長・COO、顧問）※法政大学経済学部同窓会現会長
- 穴見陽一 - （ジョイフル元社長）
- 長尾一徳 - （ジョイフル元社長）
- 知念栄治 - (沖縄セルラー電話会長、公益財団法人沖縄県産業振興公社 理事長）
- 植田尚裕 - (ホテル京急元社長、ホテルグランパシフィック元社長、京浜急行電鉄元常務）
- 高橋義治 - （イ・アイ・イグループ会長、元全国朝日放送取締役）
- 吉田謙次 - (オリエンタルランド社長）
- 小山武夫 - (中日ドラゴンズ元オーナー兼社長、中日新聞元相談役）
- 保科昭彦 -（読売巨人軍元代表、読売新聞西部本社元社長）
- 山中正竹 - （横浜ベイスターズ球団元専務、1988年ソウルオリンピック野球全日本監督、法政大学特命教授）
- 草間政一 - （新日本プロレス社長）
- 千葉源蔵 - （文藝春秋元会長）
- 広瀬豊 - （陸上競技社設立者・元社長、関東学生陸上競技連盟元会長）
- 湯谷昇羊 - （ダイヤモンド社元取締役・『週刊ダイヤモンド』編集長）
- 石原正康 - （幻冬舎専務取締役・編集最高責任者）
- 渋谷和宏 - （日経ビジネスアソシエ編集長）
- 不破孝一 - （読売新聞社元取締役、BS日本元社長）
- 播上英次郎 - （産経新聞元専務、岡山放送元社長、日本民間放送連盟元副会長）
- 小山武夫 - （中日新聞元相談役、中日ドラゴンズオーナー、ボーン国際記者賞受賞）
- 高橋康夫 - （元TBS総務局次長）
- 月岡朝太郎 - （日刊プロスポーツ新聞社創業者・社長、日本アマチュア自転車競技連盟元副会長、東京都教育委員）
- 浅山浩三 - （テレビ西日本元社長）
- 平林実 - （三光マーケティングフーズ創業者・社長）
- 韓昌祐 - （マルハン創業者・会長）
- 西川清 - （パーク24創業者）
- 有馬律雄 - （ショッププロデューサー、株式会社ライデンシャフト設立）
- 松下周平 - （実演販売士、株式会社あんきいず代表取締役）
- 宗国旨英 - （ホンダ技術工業元会長）

### マスコミ
- 大嶋貴志 - （NHKアナウンサー）
- 古野晶子 - （NHKアナウンサー）
- 登坂淳一 - （元NHKアナウンサー）
- 蓮見孝之 - （TBSアナウンサー）
- 山内要一 - （北海道放送アナウンサー）
- 岡崎和久 - （札幌テレビ放送アナウンサー）
- 佐藤宏樹 - （札幌テレビ放送アナウンサー）
- 油野純帆 - （札幌テレビ放送アナウンサー）

### 文芸
- 松澤昭 - （俳人、第8回現代俳句大賞受賞、現代俳句協会会長）
- 天彦五男 - （詩人、元日本詩人クラブ会長）
- 梶浦正之 - （詩人、文芸評論家）
- 吉田和明 - （文芸評論家、『テーゼ」主幹）
- 坂内仁 - （経済評論家）
- 菅付雅信 - （編集者、評論家、東北芸術工科大学教授）

### 研究
- 相澤幸悦 - （経済学者、埼玉学園大学教授、元埼玉大学教授）
- 安藤実 - （経済学者、静岡大学名誉教授、名古屋学院大学名誉教授、瑞宝中綬章受章）
- 大形太郎 - （経済学者、政治活動家）
- 尾形憲 - （経済学者、法政大学名誉教授、平和運動家）
- 小倉利丸 - （経済学者、富山大学名誉教授）
- 奥山利幸 - （経済学者、法政大学経済学部教授、副学長）
- 柿崎繁 - （経済学者、明治大学教授）
- 郭 洋春 -（経済学者、立教大学教授，立教大学総長）
- 坂本忠次 - （経済学者、岡山大学名誉教授）
- 鈴木春二 - （経済学者、千葉商科大学教授）
- 高懸雄治 - （経済学者、札幌学院大学教授）
- 多田基 - （経済学者、法政大学名誉教授、元実践女子大学・短期大学学長・理事長、大月短期大学学長）
- 田村信一 - （経済学者、北星学園大学名誉教授、元学長）
- 暉峻淑子 - （経済学者、埼玉大学名誉教授）
- 中山弘正 - （経済学者、明治学院第10代院長）
- 西川雅史 - （経済学者、青山学院大学経済学部教授）
- 野原建一 - （経済学者、広島県立大学（現・県立広島大学）名誉教授）
- 原薫 - （経済学者、法政大学名誉教授）
- 藪友良 - （経済学者、慶應義塾大学准教授）
- 新海宏美 - (経済学者、日本大学経済学部准教授）
- 安藤至大 - （労働経済学者、日本大学大学院総合科学研究科教授）
- 井上雅雄 - （労働経済学者、東宝争議研究、立教大学名誉教授）
- 大場四千男 - （経営学者、北海学園大学教授）
- 小林末男 - （経営学者、元北海道拓殖短期大学学長）
- 松原恭司郎 - （経営学者、元中央大学大学院特任教授、公認会計士）
- 片桐薫 - （政治学者、評論家）
- 樋口まち子 - （看護学、医療人類学、国立看護大学校教授）
- 小竹裕人 - （心理学者、群馬大学社会情報学部准教授）
- 塚原雄太 - （教育者、夜間中学校教員）
- 嘉悦康人 - （教育者、元学校法人嘉悦学園学園長・理事長）
- 野底武彦 - （政治活動家、琉球独立党（現：かりゆしクラブ）前党首、公認会計士）

　　　そのほかの出身者、卒業生及び関係者については「法政大学の人物一覧」を参照されたい